# Myopsocidae
Myopsocidae es una familia de piojos que parecen ratones, en el infraorden Psocetae del orden Psocodea. Esta familia está muy relacionada con Psocidae, con la que comparte una venación de las alas similar,  pero de la cual se diferencia por su tarso de tres segmentos.
Existen 8 géneros con al menos 180 especies descriptas en Myopsocidae.

## Géneros
Los siguientes ocho géneros pertenecen a la familia Myopsocidae:
- Gyromyus c g
- Lichenomima Enderlein, 1910 i c g b
- Lophopterygella c g
- Mouldsia c g
- Myopsocus Hagen, 1866 i c g b
- Nimbopsocus c g
- Smithersia c g
- Thorntonodes c g

Fuentes de información: i = ITIS, c = Catalogue of Life, g = GBIF, b = Bugguide.net